# Death metal
Death metal je podvrsta heavy metala. Razvio se kao svojevrstan spoj hardcore punka i izvornog heavy metala. Razvijao se usporedno sa srodnim thrash metalom i sličnom podvrstom death metala, grindcoreom. Death metal često je miješan s black metalom.

## Povijest
Sredinom osamdesetih u Americi se razvijao stil koji je varirao od black metala, thrasha do death metala. Osobine stila naziru se već u sirovom zvuku europskih sastava kao što su Sodom, Bathory, Kreator i Celtic Frost; te kod thrash metal sastava Slayer iz SAD-a i Sepulture iz Brazila. Iz zvuka ovih glazbenih skupina nastala je podvrsta death metala. Gotovo svi prvi pravi death metal sastavi potječu iz američke države Floride, osim kalifornijskog sastava Possessed, dok europski uglavnom dolaze iz Švedske. Sastav Therion koji kasnije mijenja stil u sympho metal, s prva tri albuma stilski spada u death metal. Američki predstavnici su Deicide, Obituary, Morbid Angel te Death. Švedski začetnici su Nihilist, Entombed, Carnage, Unleashed i Dismember. Najznačajnije razdoblje death metala bilo je krajem osamdesetih do sredine devedestih. Ovaj glazbeni stil promatra se i kao podvrsta i ogranak thrash metala. Jednim od začetnika smatra se i Chuck Schuldiner, utemeljitelj sastava Death.
Death je nastao kao težnja da se postojeći heavy metal još više osnaži i da ga se razvije u glazbenom smislu, te da mu se preda mračan i dijaboličan ugođaj. Ovo je postignuto uvođenjem takozvanog guturalnog ili death growl vokala koji dočarava glasove ili glasanje demona. Ova osobita vokalna izvedba više nalikuje životinjskom režanju nego uobičajenom standarnom pjevanju. Ritam u death metalu je izrazito ubrzan. Death metal je po svojim osobinama u cijelosti  underground pokret; želio se u potpunosti odvojiti od rock žanra. Po svom ekstremnom glazbenom stilu nikada nije pripadao popularnoj kulturi. Tekstovi, ikonografija i ideologija death metala obuhvaćaju okultizam, sotonizam kao i morbidnu opsjednutost negativnim stranama života.
Zlatko Gall okarakterizirao je ovaj žanr kazavši kako death metal više određuje manir i zvuk Metallice negoli opus utemeljitelja ranog heavy žanra.
Američki novinar i gitarist Daniel Bukszpan (ima vlastiti doom metal sastav Slow Horse) kaže kako mnogi death metal sastavi žele da ih publika shvaća kao ozbiljne glazbenike.

## Najznačajniji albumi
- Seven Churches - Possessed
- Altars of Madness  -  Morbid Angel
- Scream Bloody Gore - Death
- Deicide - Deicide
- Left Hand Path  - Entombed
- Butchered at Birth  – Cannibal Corpse